# Рауракская республика
Раура́кская респу́блика (нем. Raurakische Republik, фр. République Rauracienne) — первая дочерняя республика времён Великой французской революции. Существовала на территории современной Швейцарии с 17 декабря 1792 до 23 марта 1793 года, после чего была присоединена к Франции.

## История
Государство было образовано 17 декабря 1792 года на землях Княжества-епископства Базель. В условиях народных выступлений, вызванных революционными событиями в соседней Франции, группа из 23 бывших депутатов Генеральных штатов и Жозеф-Антуан Ранггер отстранила от власти епископа Сигизмунда фон Роггенбаха, бежавшего из страны. 27 ноября заговорщики под республиканскими лозунгами объявили выборы в «Национальную ассамблею», а также пригласили французскую Рейнскую армию во главе с генералом Арманом Бироном. Дальнейшее недолгое существование республики происходило в условиях трёх действовавших последовательно ассамблей:
Первая (17 декабря 1792 — 8 января 1793) прошла под влиянием командующего французскими войсками Одона Никола Демара, епископа Жана-Батиста Гобеля и Ранггера. Она предприняла попытку выработки конституции, однако окончилась актами насилия со стороны противоборствовавших сторон, была признана незаконной министерством иностранных дел Франции, после чего распущена. Вторая (8 января — 16 февраля 1793) характеризовалась длительными ни к чему не приведшими попытками сторонников Демара получить власть, которая на тот момент оставалась в руках группа Ранггера. Обе фракции постоянно апеллировали к французскому Национальному конвенту, добивавшись его поддержки. В конце концов ассамблея была разогнана французским генералом Жаном Этьеном Филибером Депре-Крассье.   
7 марта 1793 года собралась третья ассамблея, которая быстро проголосовала за присоединение территории республики к Франции.
На Венском конгрессе 1815 года территории бывшей республики были в основном разделены между швейцарскими кантонами Базель и Берн.